# لازلو ستيرنبيرغ
لازلو ستيرنبيرغ (بالمجرية: Sternberg László)‏ (28 مايو 1905 – 1982) لاعب كرة قدم مجري راحل كان يجيد اللعب في خط الدفاع.
لعب طوال مسيرته الرياضية في أندية نوفيسي نوفي ليغوري (1925-1926) أندريا دوريا (1926-1927) أويبست (1927-1928) نيويورك جاينتس (1928-1929) بروكلين هاكواه (1929-1930) نيويورك أميريكانز (1932) أويبست (1932-1936) النجم الأحمر (1936-1937).
مثل منتخب المجر في 54 مباراة (1932-1946). شارك مع منتخب المجر في بطولة كأس العالم 1934 في إيطاليا حيث خرج من الدور الربع النهائي.
تولى تدريب نادي أويبست (1937-1938).

## وصلات خارجية
- لازلو ستيرنبيرغ على موقع قاعدة بيانات كرة القدم.إي يو (الإنجليزية)
- لازلو ستيرنبيرغ على موقع ناشيونال فوتبول تيمز (الإنجليزية)
- لازلو ستيرنبيرغ على موقع Soccerway.com (الإنجليزية)
- لازلو ستيرنبيرغ على موقع عالم كرة القدم.نت (الإنجليزية)

- سيرة ذاتية